# Marcelin (caricaturiste)
Pour les articles homonymes, voir Marcelin.
Émile Planat, connu sous le nom de Marcelin, né le 16 juillet 1829 à Paris, où il est mort le 23 décembre 1887, est un caricaturiste, illustrateur et lithographe français, surtout connu comme fondateur de La Vie parisienne.

## Biographie
Ruiné, à dix-neuf ans, par la Révolution de 1848, Marcelin s’étant trouvé chef de famille, ne put achever ses études classiques et dut tout de suite utiliser le peu qu’il savait, comme dessinateur, en travaillant pour diverses maisons d’édition, pour gagner sa vie et celle des siens, seul, sans patronage, aide, protection ou apprentissage. Il donna quelques croquis au Journal amusant, sans réussir à se créer une situation et, après avoir lutté longtemps contre la gêne au Rire, à l’Illustration, au Journal pour rire de Philipon, fonda en 1862 la Vie parisienne, revue mondaine et galante à laquelle il doit toute sa notoriété. Le talent hors ligne de ses premiers collaborateurs, Hippolyte Taine, Gustave Droz, Quatrelles, Richard O'Monroy, Ludovic Halévy, auxquels vinrent se joindre plus tard Ange-Bénigne, Inauth, Jean Malic et Gyp, fut sans doute pour beaucoup dans le succès du recueil, mais une bonne part en revient au fondateur, qui ne se contentait pas de diriger, mais inspirait réellement toute la collaboration.

« En dehors de ses articles, il a collaboré aux articles de presque tous ses rédacteurs, et jamais collaboration ne fut si dirigeante, si inventive, plus efficace. Beaucoup de talents se sont formés sous sa main. Il allait chercher des gens du monde, un diplomate, un officier, un peintre, un maître des requêtes, un membre du Jockey-Club, des femmes, qui savaient causer et n’avaient jamais songé à écrire ; il leur prouvait que l’un n’est pas plus difficile que l’autre, à condition d’écrire comme on cause, comme on cause au cercle entre hommes, comme on cause dans un salon devant des femmes du monde ou du demi-monde, c’est-à-dire vivement, librement, parfois trop librement, sans prétention d’auteur, sans autre objet que d’amuser, pendant un quart d’heure, des gens prompts à s’ennuyer, à bâiller et à s’en aller. La Vie parisienne, surtout dans les premières années, fut une causerie de ce genre : les causeurs étaient en verve et ne songeaient qu’à se faire plaisir à eux-mêmes, d’autant plus qu’ils causaient sous le masque ; pendant longtemps, aucun d’eux ne sut les noms des autres,. »

« Comme dessinateur, Marcelin ne manquait pas non plus de talent, mais il a trop souvent reproduit les mêmes types de convention, fixés à l’avance, de l’officier, du diplomate, de la femme du monde, et dans lesquels il n’introduisait aucune variété ». Acquérant des estampes, pour son journal, il en possédait, vers la fin de sa vie, plus de 300 000.

### Publications
- Hippolyte Taine (dir.) (préf. Hippolyte Taine), Souvenirs de la Vie parisienne, Paris, Victor-Havard, 1888, xix-322, in-12 (OCLC 459907884, lire en ligne)Recueil posthume de ses meilleurs articles.

### Sources
- Pierre Larousse, Grand dictionnaire universel du XIXe siècle : français, historique, géographique, mythologique, bibliographique…, t. 17 supplément 2, Paris, Administration du grand Dictionnaire universel, 1866-1877, 2 024 p., in-fol. (lire en ligne), p. 1 563-4
- Hippolyte Taine, Derniers essais de critique et d’histoire, Paris, Hachette, 1903, 3e éd., i-358, in-16 (lire en ligne), p. 323-337.